# Rotmaulseuche
Die Rotmaulseuche (engl. Enteric Redmouth Disease oder ERM, Salmonid Blood Spot) ist eine durch das Bakterium Yersinia ruckeri verursachte generalisierte, akut oder chronisch verlaufende Infektionskrankheit, für die vor allem Salmoniden, insbesondere Regenbogenforellen empfänglich sind. Sie gehört zu den Yersiniosen.
Erstmals diagnostiziert wurde die Krankheit von R. Rucker in den frühen 1950er Jahren im Hagerman Valley, Idaho, USA bei Regenbogenforellen. Viele Fische tragen den Erreger Yersinia ruckeri als symptomlose Träger in sich, bis dieser unter Stress, ausgelöst durch schlechte Haltungs- oder Wasserbedingungen zu hohen Verlusten führt. Aus den Nieren erkrankter Tiere wurden gramnegative, begeißelte, leicht gebogene Stäbchenbakterien isoliert, die erst 1978 der Gattung Yersinia zugeordnet wurden.

## Ursachen
Die Größe der Fische spielt für den Ausbruch der Krankheit eine entscheidende Rolle Fische mit einer Größe bis 10 cm sind besonders empfänglich gegenüber dem Bakterium. Bei größeren Tieren nimmt die Erkrankung einen eher chronischen Verlauf bis hin zu seuchenhaften Ausbrüchen, die bei Tieren von 17 bis 20 cm und 29,5 cm Länge beschrieben sind. Vor diesem Hintergrund sind aber, wie bei den meisten Fischkrankheiten, Stressfaktoren der maßgebliche Faktor, die dann zum Ausbruch der Krankheit führen. Dies sind, neben der eigentlichen Empfänglichkeit des Wirtes und der Virulenz des Erregers, eine zu hohe Besatzdichte, Futterwechsel, schlechte Wasserqualität mit hohem Ammonium- und/oder niedrigem Sauerstoffgehalt oder Transport der Tiere.
Unter Zugabe von Kupfer, in nicht tödlichen Dosen, ist die Anfälligkeit der Fische für ERM höher als bei den Kontrolltieren. Laut Untersuchungen existiert keine saisonale Abhängigkeit zum Ausbruch der Krankheit. Ein seuchenhafter ERM-Ausbruch beginnt meist allmählich, die Inkubationszeit beträgt ca. eine Woche, ist jedoch abhängig von den Haltungsbedingungen. Die Mortalität ist anfangs gering, steigert sich jedoch im Verlauf, und es kann zu großen Verlusten kommen, wenn keine Gegenmaßnahmen ergriffen werden.

## Infektion
Yersinia ruckeri befällt den Fisch über die Kiemen und die Haut durch direkten Kontakt von Fisch zu Fisch, aber auch über kontaminiertes Wasser, Geräte und Transportbehälter. Vögel können das Bakterium ebenfalls übertragen. Yersinia wurde im Darminhalt von Greifvögeln und Möwen nachgewiesen. Fische die diese Krankheit überleben, können zu Trägern werden und bilden so ein permanentes Erregerreservoir. Über den Kot der Fische wird das Bakterium ausgeschieden und dient so als erneute Infektionsquelle für nicht infizierte Fische. In den letzten Jahren wurden weitergehende Untersuchungen durchgeführt, bei denen sich herausstellte, dass Yersinia ruckeri sogar Brackwasser (Salzgehalt 0-20 ppt) mindestens vier Monate überleben kann. In Fluss- und Seewasser sowie Sediment ist der Keim mehr als 100 Tage lang überlebensfähig.
Es wurde außerdem festgestellt, dass einige Yersinia-ruckeri-Stämme die Fähigkeit besitzen, einen Biofilm zu bilden. Dies ermöglicht ihnen, an festen Oberflächen im Wasser anzuhaften und zu wachsen, eine Eigenschaft, die im Zusammenhang mit der Fähigkeit zur Beweglichkeit des Bakteriums mittels Flagellen steht. Sie erhöht die Resistenz und Überlebensfähigkeit des Bakteriums im Wasser.

## Krankheitsverlauf
Die Symptome der Infektion sind identisch wie bei anderen durch gramnegative Bakterien verursachte Septikämien. Fressunlust, Dunkelfärbung der Haut und Abgeschlagenheit sind fast immer krankheitsbegleitend, außer bei junger Brut, bei der Todesfälle ohne sichtbare Krankheitsanzeichen auftreten können.
Die Rötung des Mauls und des Rachens wird durch subkutane Einblutungen verursacht und ist üblicherweise, aber nicht immer vorhanden. Beim atypischen Verlauf der Infektion wird nur die Haut zunehmend dunkel und die Fische schwimmen nahe der Wasseroberfläche. Wenn die Krankheit unbehandelt fortschreitet, können Erosionen an Kiefer und Gaumen auftreten. Blutungen treten auf der Körperoberfläche, den Kiemenspitzen, den Flossenbasen und entlang der Seitenlinie auf. In späteren Stadien der Infektion können oft ein- oder beidseitiger Exophthalmus und Blutungen in die Augenhöhle und die Iris, manchmal bis zur völligen Trübung des gesamten Auges, beobachtet werden.
Die Tiere leiden an mangelnder Bewegungsintensität und Gleichgewichtsstörungen. Die Blutgefäße im gesamten Peritoneum sind gestaut und es treten Blutungen in Leber, Bauchspeicheldrüse, Schwimmblase, Muskulatur und im Fettgewebe auf. Niere und Milz sind häufig geschwollen, und es können Flüssigkeitsansammlungen in Magen und Darm beobachtet werden. Aszites und Enteritis sind weitere regelmäßige Befunde bei der Sektion.
Krankheiten die im Krankheitsbild ähnlich sind:
- Infektiöse hämatopoetische Nekrose (IHN)
- Virale hämorrhagische Septikämie (VHS)
- akute Form der Vibriose
- Furunkulose
- Bakterielle Nierenerkrankung der Salmoniden (BKD)

## Diagnose
Das Bakterium lässt sich aus zahlreichen Geweben, insbesondere aus Milz, Niere und Herz, aber auch aus Leber, Kiemen, Augen, Herzblut und veränderten Bezirken der Maulhöhle isolieren und auf Nährböden anzüchten. Mittels einer Nierenbiopsie ist es möglich, das benötigte Probengewebe von lebenden Fischen zu entnehmen.
Es wurden in den letzten Jahren einige Methoden entwickelt und verbessert, um Yersinia ruckeri mittels Polymerase-Kettenreaktion (PCR) in sehr geringer Anzahl nachzuweisen. Es ist mittlerweile nicht nur möglich, den Erreger in verschiedenen Organen nachzuweisen, sondern auch im Blut infizierter Fische. Dies bietet die Möglichkeit, die Krankheit zu diagnostizieren, ohne den Fisch töten zu müssen.

## Behandlung
Um einem Ausbruch von Rotmaulseuche vorzubeugen, sollten krankheitsbegünstigende Faktoren, wie hohe Besatzdichte und schlechte Wasserqualität, möglichst vermieden werden. Durch Spuren von Chemikalien oder durch im Wasser gelöstes organisches Material in Verbindung mit hohen Wassertemperaturen und infolgedessen niedrigem Sauerstoffgehalt können Krankheitsausbrüche auch bei normaler Besatzdichte provoziert werden. 
Bei Ausbruch der Erkrankung kann eine Behandlung mit Antibiotika wie Oxytetracyclin, Erythromycin, Chinolon-Antibiotika und potenzierten Sulfonamiden mit guten Erfolgen durchgeführt werden.
Die Rotmaulseuche ist eine der ersten Fischkrankheiten, für die ein wirksamer kommerzieller Impfstoff entwickelt wurde. Die Impfung stellt eine effektive Methode zur Eindämmung der Krankheit dar. Die durch die Krankheit verursachten Verluste und die Verwendung von Antibiotika zur Behandlung können so verringert werden. Wenn die Fische allerdings unter schlechten Hygienebedingungen gehalten werden, kann die Krankheit auch bei geimpften Tieren ausbrechen.

## Meldepflicht
Die Rotmaulseuche der Salmoniden gehört wie alle tierischen Yersiniosen in Deutschland zu den meldepflichtigen Fischseuchen und Fischkrankheiten. In Österreich ist eine Überwachungspflicht vorgeschrieben (siehe Tierseuche).